# Sciophila infirma
Sciophila infirma är en tvåvingeart som först beskrevs av Lynch Arribalzaga 1892.  Sciophila infirma ingår i släktet Sciophila och familjen svampmyggor. Inga underarter finns listade i Catalogue of Life.